# جون ماكي (ملحن)
جون ماكي (بالإنجليزية: John Mackey)‏ هو ملحن أمريكي، ولد في 1 أكتوبر 1973 في نيو فيلادلفيا في الولايات المتحدة.

## وصلات خارجية
- الموقع الرسمي
- جون ماكي على موقع ميوزك برينز (الإنجليزية)
- جون ماكي على موقع أول ميوزيك (الإنجليزية)
- جون ماكي على موقع ديسكوغز (الإنجليزية)